# Терънс Йънг
Шон Терънс Йънг (на английски: Shaun Terence Young) е британски режисьор и сценарист.

## Биография
Роден е на 20 юни 1915 година в Шанхай в семейството на британски офицер от местната полиция. Завършва история в Кеймбриджкия университет и от края на 30-те години започва да работи в киното като автор на сценарии. От края на 40-те години режисира собствени филми, като получава широка известност през 60-те години с едни от първите филми от поредицата за Джеймс Бонд – „Доктор Но“ („Dr. No“, 1962), „От Русия с любов“ („From Russia with Love“, 1963) и „Операция „Мълния““ („Thunderball“, 1965).
Терънс Йънг умира от инфаркт на 7 септември 1994 година в Кан, където работи върху останал незавършен документален филм.

## Избрана филмография
| Година | Филм                 | Оригинално заглавие   |
| ------ | -------------------- | --------------------- |
| 1957   | Движението на Тигъра | Action of the Tiger   |
| 1962   | Доктор Но            | Dr. No                |
| 1963   | От Русия с любов     | From Russia with Love |
| 1965   | Операция „Мълния“    | Thunderball           |
| 1971   | Червено слънце       | Soleil rouge          |